# Faune du sol

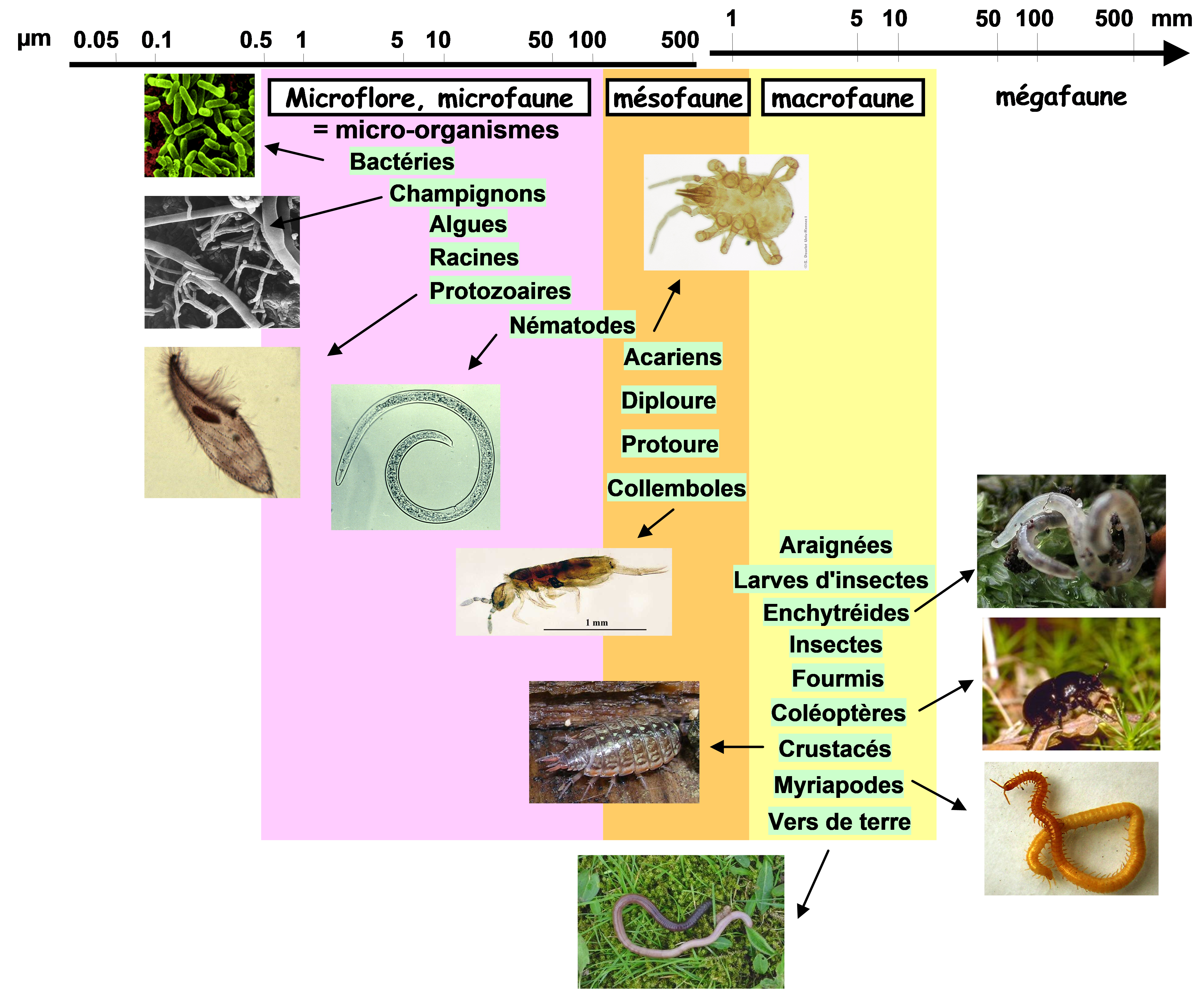
Taille et diversité des organismes du sol.

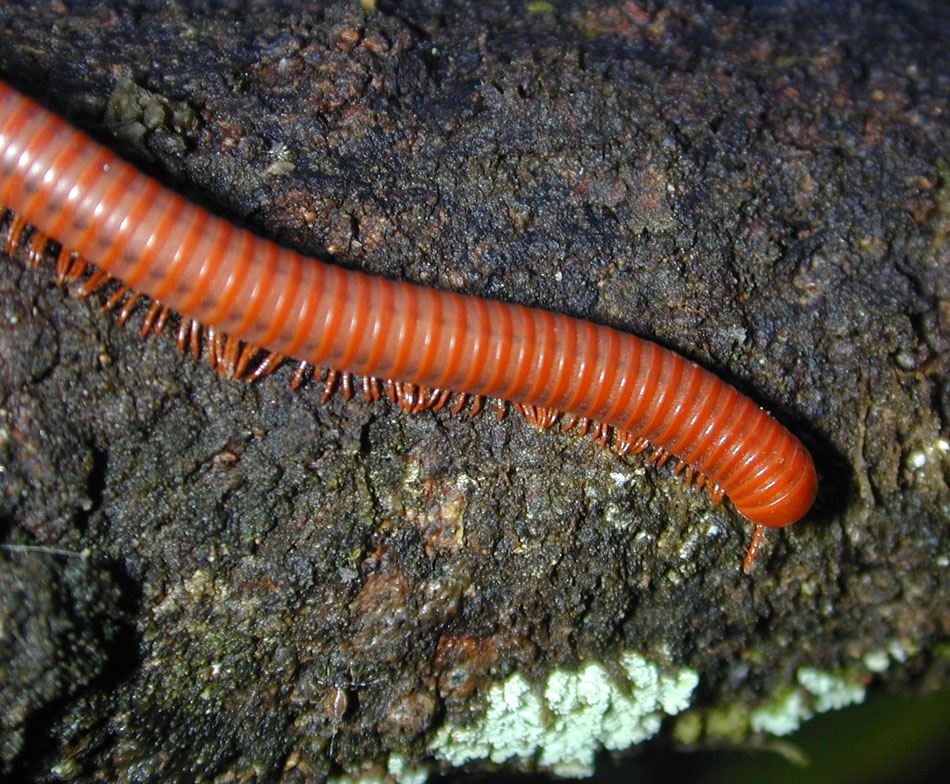
Mille-pattes (Myriapodes, Diplopodes).

La faune du sol ou pédofaune est l'ensemble de la faune effectuant tout son cycle de vie dans le sol.
La pédofaune participe à la biodiversité du sol et joue un rôle primordial pour la production et l'entretien de l'humus. Certains organismes de la microfaune et de la mésofaune du sols sont utilisés comme bioindicateurs (ex : Lombric, nématodes, Collemboles).
En fonction de la taille des espèces, on la divise en macrofaune, mésofaune ou microfaune. L'évaluation des populations de cette faune peut être réalisée en utilisant des montages simples comme le tamis de Winckler-Moczarsky, le dispositif de Berlese ou de Baermann.
La pédofaune est le compartiment animal de l'édaphon.

## Exemples
- Collemboles
- Myriapodes
- Diplopodes
- Pseudoscorpions
- Protoures
- Diploures

## Sources
- Bachelier G., 1978. La faune du sol, son écologie et son action, IDT no 38. ORSTOM, Paris, 391 pp.
- Aline Deprince, "La faune du sol : diversité, méthodes d'étude, fonctions et perspectives", Le Courrier de l'environnement, no 49, juin  2003.